# Matthiaskapel (Kobern-Gondorf)
De Matthiaskapel is een laatromaanse kruisvaarderskapel, hoog gelegen bij de Oberburg Kobern aan het Moezeldal in het Duitse stadje Kobern-Gondorf.

## Geschiedenis
De kapel werd omstreeks 1220-1240 door ridder Heindrich II von Isenburg gebouwd om er het hoofd van de heilige apostel Matthias te herbergen. Dit reliek had de ridder meegenomen tijdens zijn deelname aan de Vijfde Kruistocht (1217-1221). Bij de bouw van de kapel werd gebruikgemaakt van het koor van een vermoedelijk nog niet voltooide voorganger.
In het jaar 1347 was het reliek niet meer in de kapel aanwezig en na enige omzwerving kwam het hoofd van de apostel in 1420 aan in de Dom van Trier.
De kapel werd in 1819 aan Pruisen verkocht. Door ingrijpen van de latere koning Frederik Willem IV in 1836 kon de kapel voor verval worden behoed. In de jaren 1892-1894 onderging de kapel een restauratie. Vanwege de bouwvallige constructie kreeg de kapel hierbij steunberen die bij een restauratie vanaf 1990 verwijderd werden.
De kapel is populair als trouwkapel en is in de zomermaanden tijdens de weekeinden voor het publiek te bezichtigen.

## Architectuur
De kapel is een zeshoekige centraalbouw met een doorsnee van 11 meter, aan de oostzijde van het gebouw afgesloten door een hoefijzervormig koor. De omtrek van de kapel wordt door een 24-delig ribgewelf overdekt. De verhoogde, op een lantaarn lijkende, middenbouw met een zesdelig ribgewelf is 14 meter hoog en wordt door zes zuilengroepen gedragen. De kapel heeft een opmerkelijk mooi vloermozaïek.

## Afbeeldingen

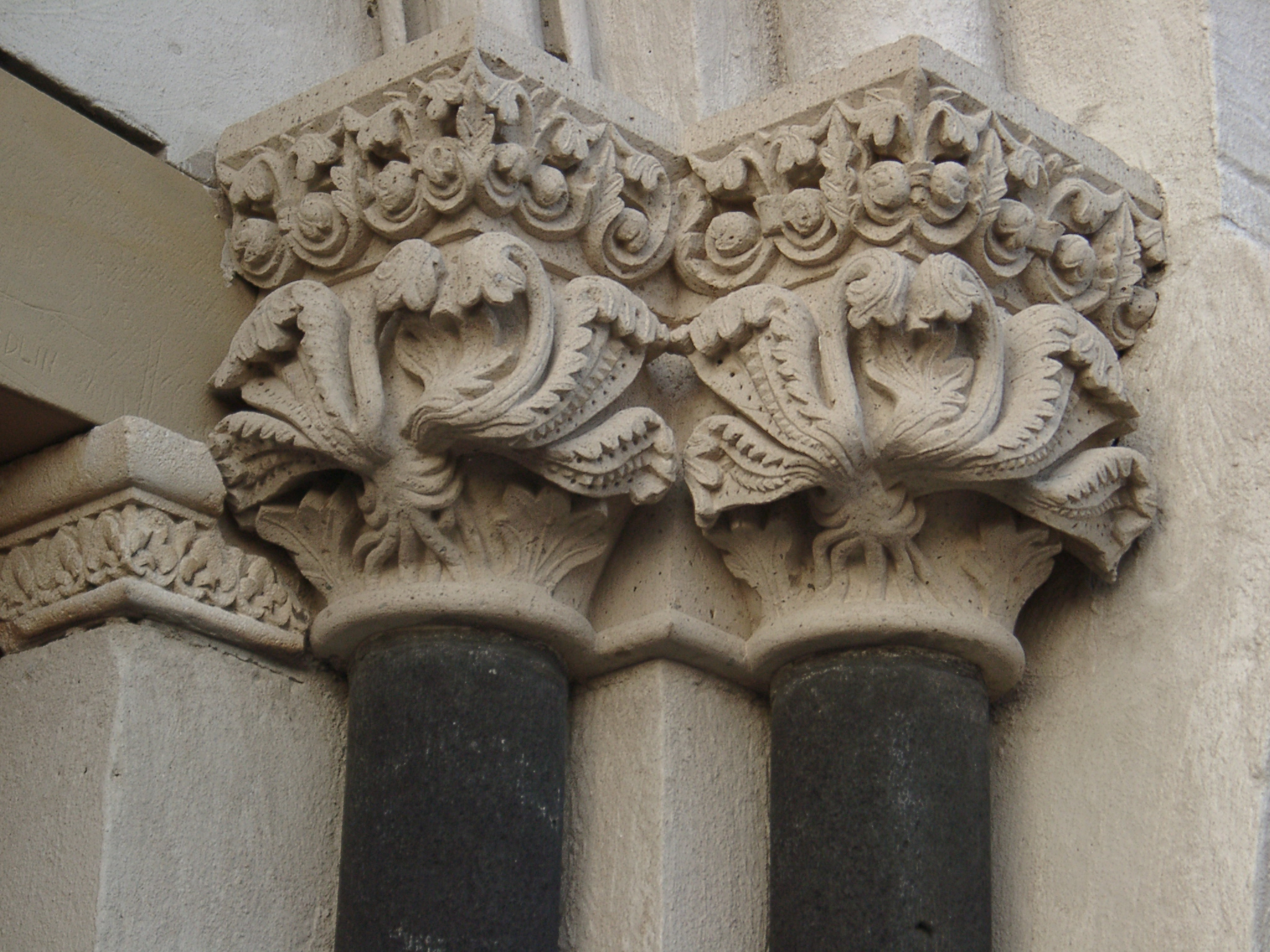
Gedecoreerde kapitelen
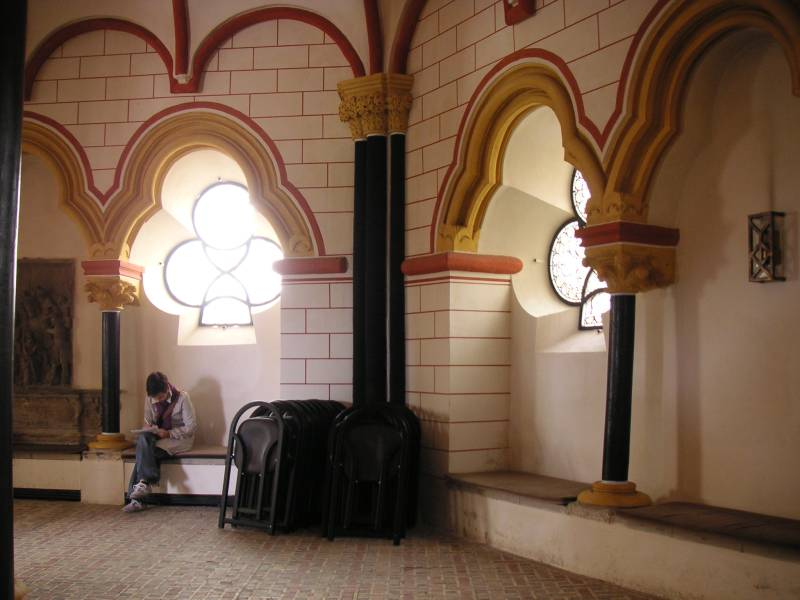
Interieur
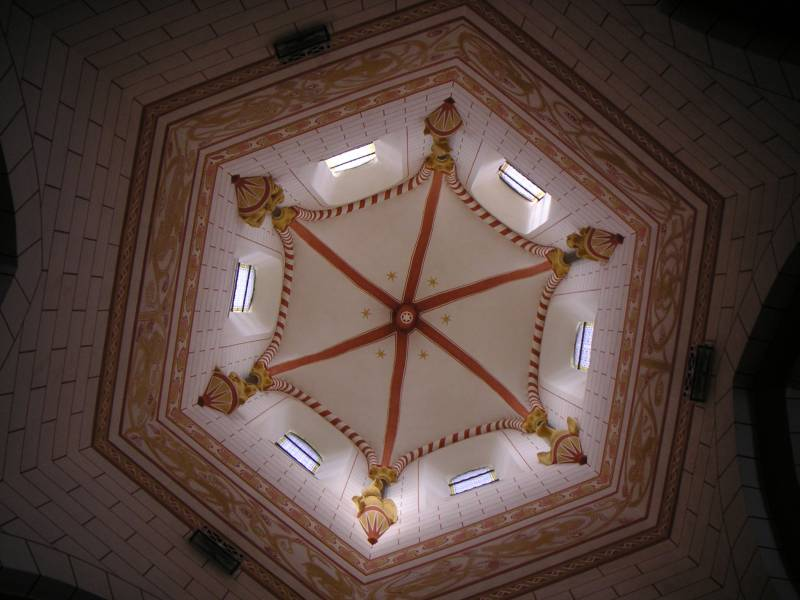
Het zesdelige ribgewelf van de centrale toren